# شهرستان کالینینو
شهرستان کالینینو (ارمنی: Կալինինոյի շրջան) یکی از سی و هفت شهرستان در تقسیم‌بندی جمهوری شوروی سوسیالیستی ارمنستان بود. مرکز این شهرستان کالینینو بود. طبق سرشماری سال ۱۹۸۷ میلادی جمعیت آن بالغ بر ۳۹٬۱۰۰ تن و مساحت آن ۶۹۰ کیلومتر مربع بود. 

## مناطق مسکونی
- بلاگودارنوی
- گتاوان، ارمنستان
- گوگاوان
- دزوراموت
- داشتادم، لوری
- لرناهوویت، لوری
- کاتنارات، لوری
- کروگلایا شیشکا
- مغاواهوویت
- نوراموت
- آرتسنی
- دزیوناشوغ
- مدوفکا
- متساوان
- میکائیلوفکا
- نوراشن (لوری)
- نوفوسلتسوفو
- پتروفکا، ارمنستان
- پریفولنوی
- ساراتوفکا، ارمنستان
- سارچاپت
- آپاون
- پاغاغبیور

## نگارخانه

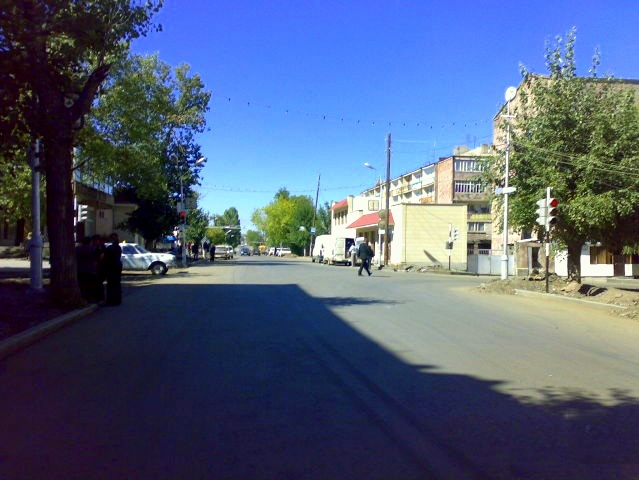
تاشیر
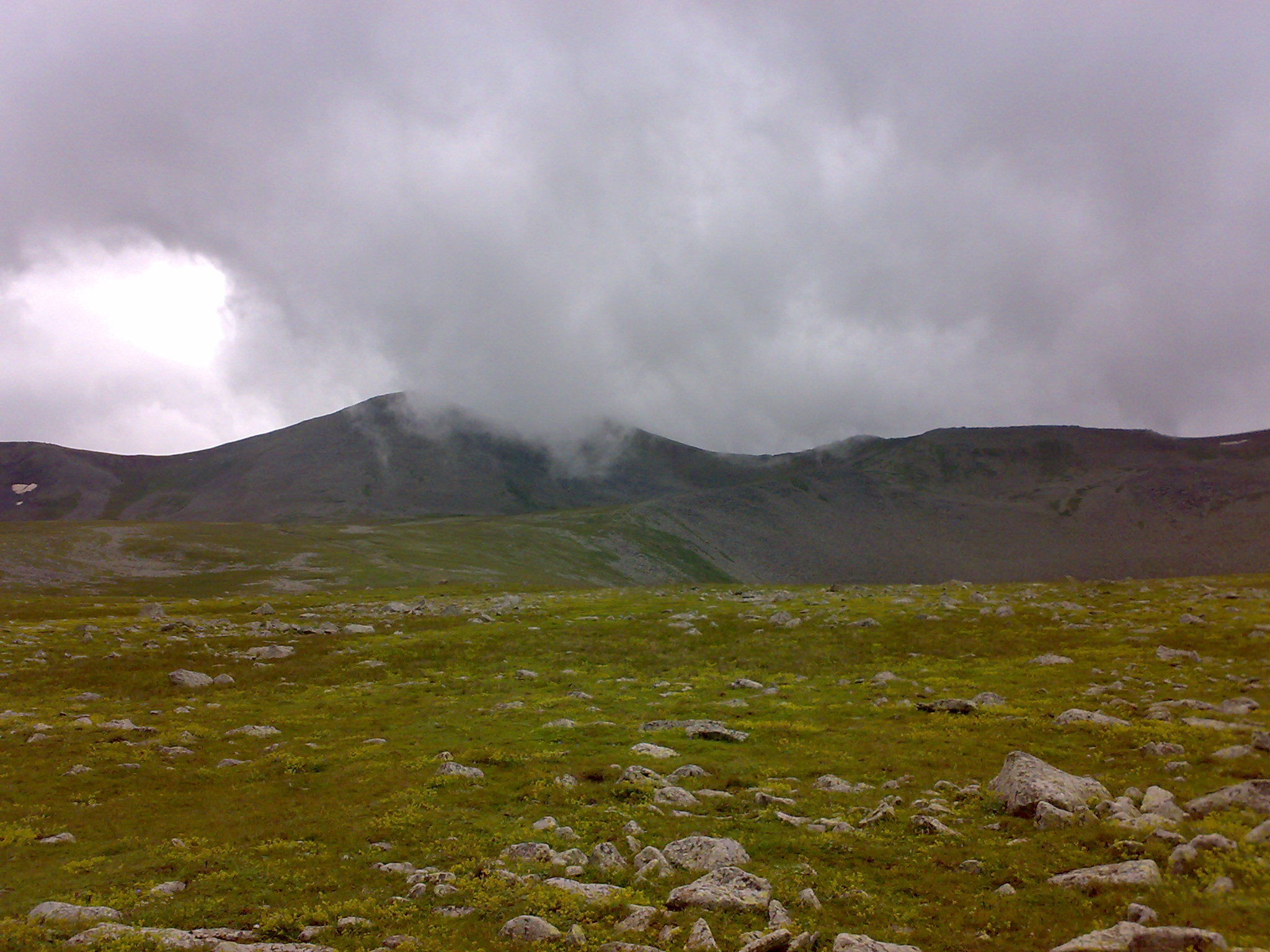
آچکاسار
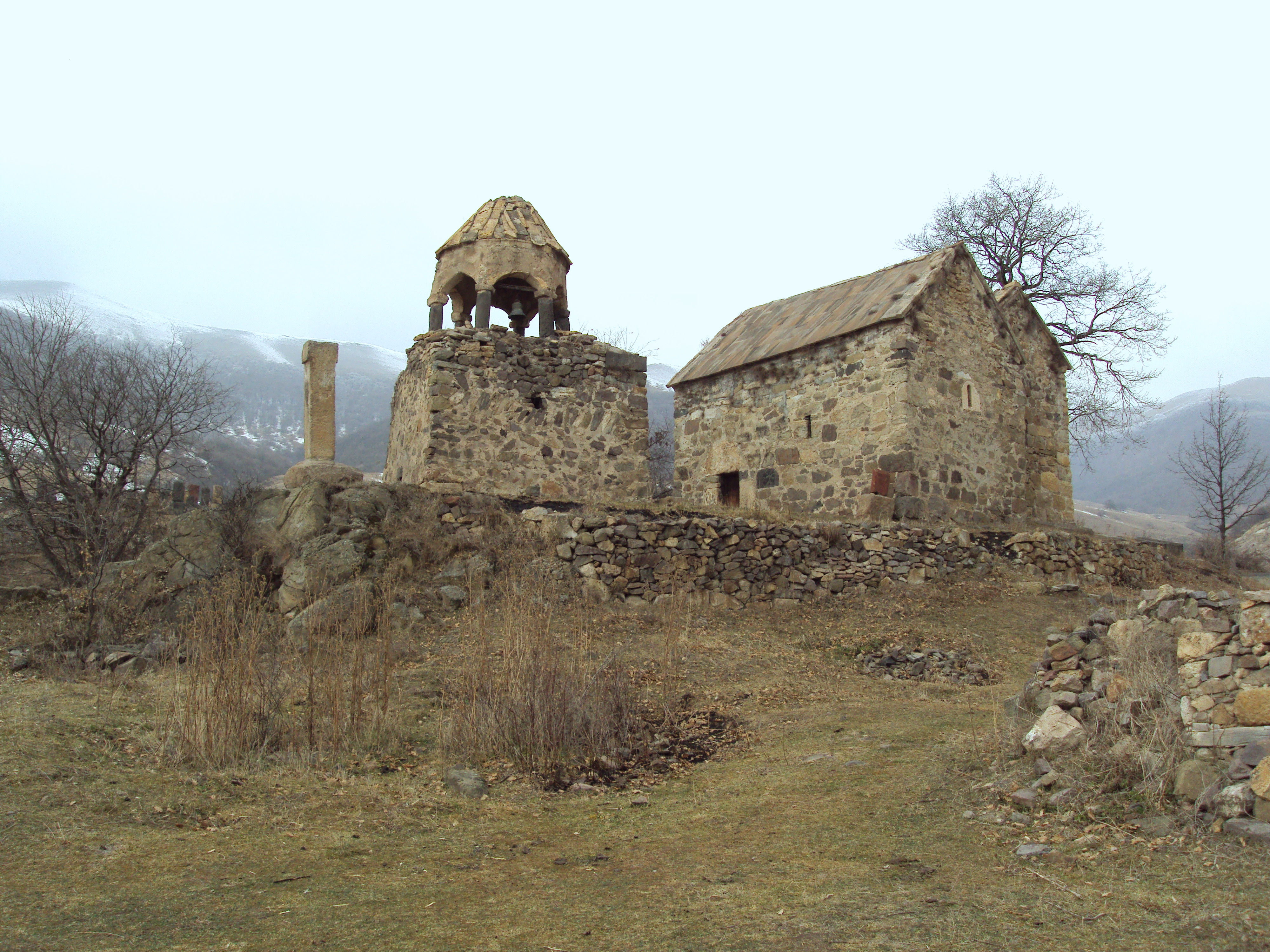
Սուրբ Հովհաննես եկեղեցի (Արդվի)